# 牧野忠恭
牧野 忠恭（まきの ただゆき）は、江戸時代後期の大名。越後国長岡藩11代藩主。長岡藩系牧野家宗家12代。

## 生涯

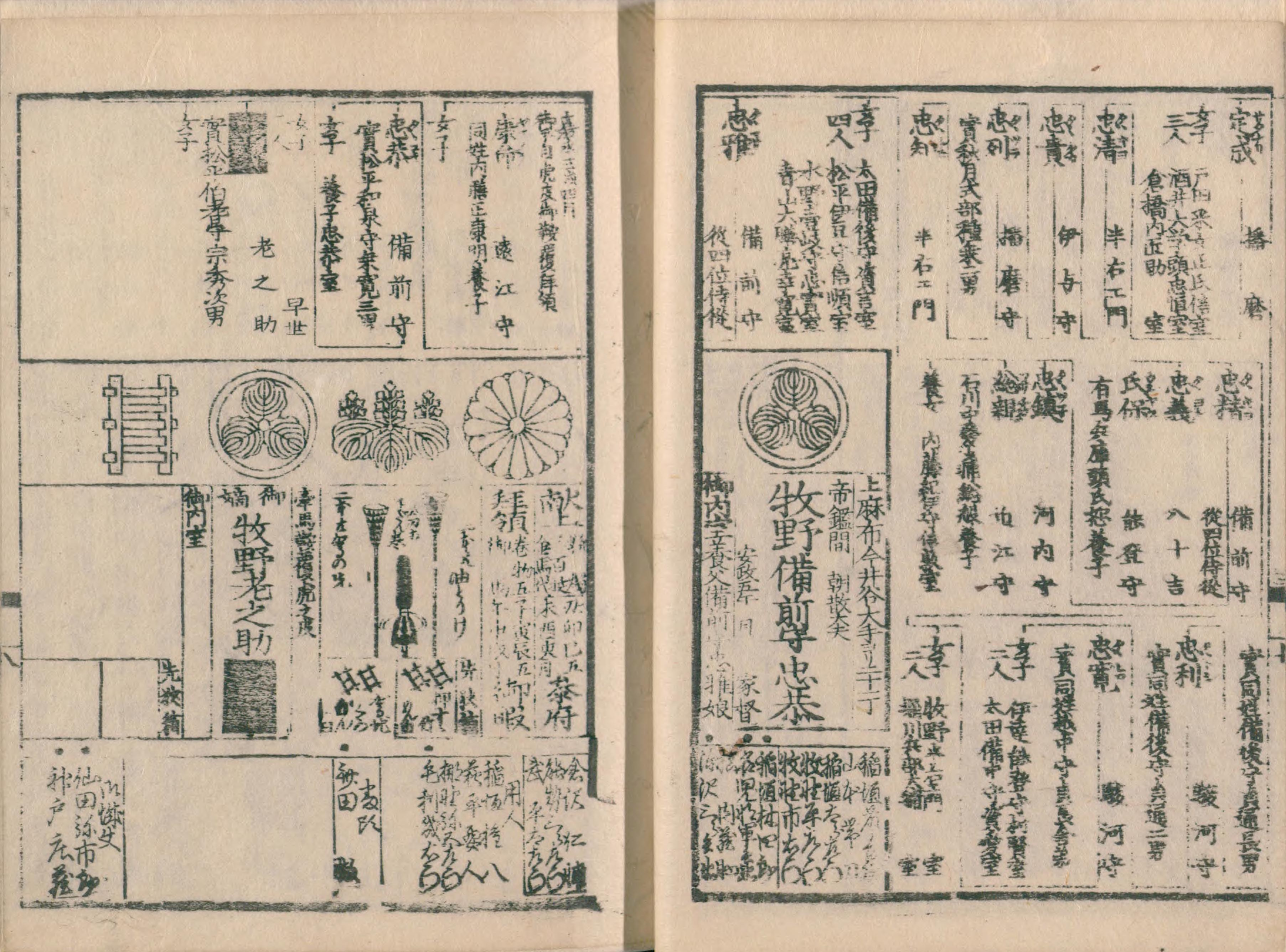
『泰平萬代 大成武鑑 御大名衆 巻之二 分冊ノ一』（万延2年（1861年）刊）より越後長岡藩牧野忠恭の箇所

文政7年（1824年）9月1日、三河西尾藩主・松平乗寛の三男として江戸に生まれる。越後長岡藩の第10代藩主・牧野忠雅の養子となる。ちなみに次兄の牧野忠衛も三根山領主となっている。武鑑では嗣子時代の附役に小林親真（又兵衛、小林虎三郎の父）が一時期なっていたことが分かる。
天保11年（1840年）4月28日、将軍徳川家慶に拝謁する。同年12月16日、従五位下玄蕃頭に叙任する。安政5年（1858年）10月25日、養父忠雅の死去により、家督を継いで第11代藩主となる。
万延元年（1860年）6月25日奏者番、文久2年（1862年）3月24日寺社奉行加役、同年8月24日京都所司代に就任する。京都所司代就任にともない、従四位下侍従に昇進する。文久3年（1863年）6月11日、「当時の京都は騒動続きであり、長岡藩のような小藩では対応できない」として辞職した。同年9月13日老中に就任し、12月24日外国事務を取り扱うことを命じられた。このとき、家臣・河井継之助を公用人として重用し、藩政改革を行う。元治元年（1864年）7月22日勝手用掛を命じられた。慶応元年（1865年）4月13日、政局に難題が積まれるに及んで老中職を退いた。京都所司代、老中の辞任はいずれも河井の進言によるものだった。
慶応3年（1867年）7月11日、隠居し、養子忠訓に家督を譲った。隠居後、雪堂と号した。北越戦争を経て謹慎し、明治に入ってから許される。明治8年（1875年）2月、四男忠毅の隠居により、家督を再び相続した。明治11年（1878年）9月1日、55歳で死去した。五男の忠篤が跡を継いだ。

## 人物

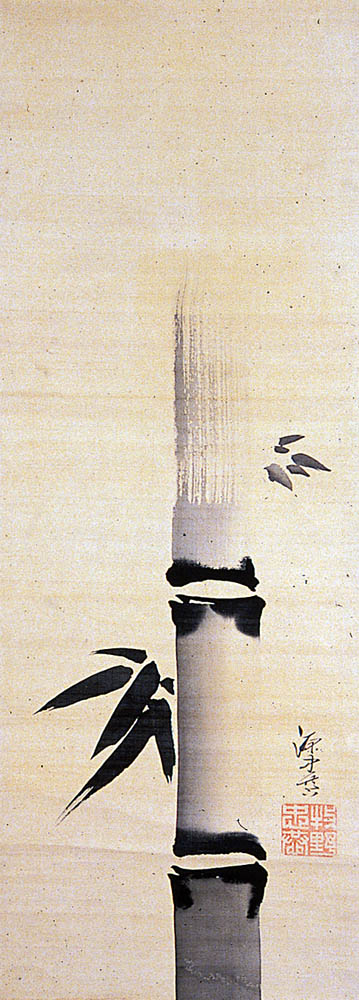
『竹』牧野忠恭画。長岡市立中央図書館所蔵。

1982年の済海寺における牧野家墓地改葬に伴う緊急遺骨調査によると、以前に改葬されていたために調査当時、遺骨の保存状態が悪かったとしている。推定身長は尺骨から推定して149.1cmで太さも細く、牧野忠精の長男牧野忠鎮並みに華奢な体格と推定している。

## 系譜
父母
- 松平乗寛（実父）
- 牧野忠雅（養父）

正室
- 籌 - 牧野忠雅の養女、太田資始の娘

側室
- 千代

子女
- 牧野忠毅（四男） 生母は千代
- 牧野忠篤（五男）
- 牧野彜子（次女） - 牧野忠訓室
- 牧野総子 - 牧野忠泰正室
- 牧野好子（九女） - 本庄寿巨継室（後に離縁）
- 牧野美子 - 牧野貞寧正室

養子
- 牧野忠訓 - 松平宗秀の四男